# Susan Howe
Susan Howe (Boston, 10 giugno 1937) è una poetessa, critica letteraria e saggista statunitense.

## Biografia
Susan Howe è nata a Boston nel 1937, figlia della drammaturga irlandese Mary Manning e di Mark DeWolfe Howe, professore di giurisprudenza ad Harvard e biografo di Oliver Wendell Holmes; ha due sorelle, Helen Beaider e Fanny Howe, anche lei poetessa. Ha studiato belle arti all'Università Tufts, laureandosi nel 1961; nello stesso anno ha sposato di pittore Harvey Quaytman, da cui ha avuto la figlia R. H. Quaytman. Dopo il divorzio si è risposata con il scultore David von Schlegell, di cui divenne la vedova nel 1992; la coppia ha avuto un figlio, lo scrittore Mark von Schlegell. Successivamente si è risposata con il filosofo Petwe Hewitt Hare e il matrimonio è durato fino alla morte dell'uomo nel 2008.

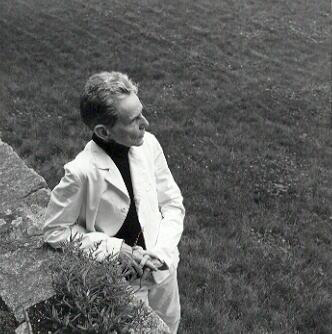
Susan Howe nel 2004

Legata alla scuola dei Language poets, Susan Howe viene considerata un'autrice postmoderna per il suo uso eterodosso dei generi tradizionali di poesia, prosa, saggistica e narrativa. Molto nota per il saggio My Emily Dickinson (1985), che diede un importante contributo alla riscoperta della poetessa nella seconda metà del XX secolo, Howe è autrice di numerose raccolte di poesie, tra cui Europe of Trusts: Selected Poems (1990), Frame Structures: Early Poems 1974-1979 (1996), The Midnight (2003), Pierce-Arrow (1999), Bed Hangings (2001), Souls of the Labadie Track (2007) e Frolic Architecture (2010). Nel 1988 è stata professoressa ospite di letteratura inglese all'Università di Boston e nel 1991 si è unita ufficialmente alla facoltà, dove è rimasta fino al pensionamento nel 2006.

## Premi e riconoscimenti
Due volte vincitrice dell'American Book Award – nel 1981 per The Liberties e nel 1986 per My Emily Dickinson – Susan Howe ha ricevuto il Premio Bollingen per la poesia nel 2011.